# Ostropales
Ordre
Les Ostropales sont un ordre de champignons ascomycètes. Contrairement à la plupart des autres groupes de la classe des Lecanoromycetes, il comporte à la fois des lichens et des champignons non lichénisés, environ 2 000 espèces au total. Sa position systématique et sa définition ont beaucoup évolué depuis le début des années 2000 et sont toujours l'objet de débats.

## Liste des familles
Selon Outline of Ascomycota — 2009 :
- Coenogoniaceae
- Gomphillaceae
- Graphidaceae
- Gyalectaceae
- Myeloconidaceae
- Odontotremataceae
- Phaneromycetaceae
- Phlyctidaceae
- Porinaceae
- Stictidaceae
- Thelotremataceae